# ستيوارت دايبك
ستيوارت دايبك (بالإنجليزية: Stuart Dybek)‏‏ (10 أبريل 1942 في شيكاغو - )؛ روائي من الولايات المتحدة.

## الجوائز
- زمالة غوغنهايم
- زمالة ماك آرثر
- جائزة بن/مالامود
- جائزة أوليفر هنري [الإنجليزية]‏